# Hanns Schwarz (Regisseur)
Hanns Schwarz (auch Hans Schwarz; * 11. Februar 1888 in Wien; † 27. Oktober 1945 in Hollywood, Kalifornien) war ein österreichischer Filmregisseur.

## Leben
Hanns Schwarz, ein Sohn des Kaufmanns Ignaz Schwarz und seiner Gattin Risa, geb. Straßer, besuchte die Kunstakademie in Wien. Er studierte dann Innenarchitektur und Malerei in Düsseldorf und Paris. Studienreisen führten ihn nach Ägypten, England und weitere Länder Europas. Anfang der 1920er Jahre erhielt er einen Auftrag von der bulgarischen Regierung, einen Kulturfilm herzustellen, das brachte ihn mit dem Film in Kontakt.
Er kam 1923 nach Berlin und drehte – ab 1925 ausschließlich bei der Ufa – in den letzten Jahren der Stummfilmzeit einige Unterhaltungsfilme, aus denen der 1929 entstandene Die wunderbare Lüge der Nina Petrowna mit Brigitte Helm in der Hauptrolle sich heraushebt. Mit Beginn des Tonfilms in Deutschland gehört er zu den ersten, die sich dem Musik- bzw. Operettenfilm widmen. Mit Melodie des Herzens (1929) drehte er (für Erich Pommer) den ersten deutschen abendfüllenden Tonfilm. Weitere Filme waren Liebling der Götter (1930), Einbrecher (1930) und Bomben auf Monte Carlo (1931) mit Hans Albers und Heinz Rühmann. Das war auch Schwarz’ kommerziell erfolgreichster Film.
Nach der Machtergreifung der Nationalsozialisten flüchtete Schwarz, der aus einer jüdischen Familie stammte, 1933 aus Deutschland und kehrte für kurze Zeit nach Österreich zurück. Hier realisierte er im selben Jahr mit der erst 19-jährigen Ida Lupino die englisch-österreichische Koproduktion Prince of Arcadia, die englische Version von Karl Hartls Der Prinz von Arkadien. 1934 emigrierte Schwarz in die USA und begann unter dem Namen Howard Shelton für die Century Fox als Drehbuchautor zu arbeiten. Später wechselte er als Produzent zu MGM. Regieaufträge erhielt er nicht. Seinen letzten Film Return of the Scarlet Pimpernel inszenierte er in London.
Hanns Schwarz war von 1920 bis 1922 mit der Schauspielerin Lissi Arna verheiratet. Zuvor war Hanns Schwarz einige Jahre mit Paula Cronheim verheiratet, aus der Beziehung ging der Sohn Harry Adalbert hervor.

## Filmografie (Auswahl)
- 1923: Nanon
- 1924: Zwei Menschen
- 1924: Die Stimme des Herzens
- 1925: Das Fräulein vom Amt
- 1926: Die Kleine vom Varieté
- 1927: Die Czardasfürstin
- 1927: Petronella
- 1928: Die Durchgängerin
- 1928: Ungarische Rhapsodie
- 1929: Die wunderbare Lüge der Nina Petrowna
- 1929: Melodie des Herzens
- 1930: Liebling der Götter
- 1930: Einbrecher
- 1931: Ihre Hoheit befiehlt
- 1931: Bomben auf Monte Carlo
- 1932: Das Mädel vom Montparnasse
- 1932: Zigeuner der Nacht
- 1932: Coeurs joyeux (R: Ko-Regie mit Max de Vaucorbell)
- 1933: Prince of Arcadia
- 1935: Luxusmädel (Lottery Lover)
- 1937: The Return of the Scarlet Pimpernel